# Lara Cardella
Lara Cardella (Licata, 13 de noviembre de 1969)  es una escritora italiana conocida por su libro más vendido «Quería los pantalones».

## Biografía
A los 19 años escribió su primer libro Quería los Pantalones (en italiano: Volevo i pantaloni) y causó un escándalo en la pequeña comunidad donde vivía porque criticaba ferozmente lo que ella percibía como el atraso y chovinismo de la sociedad siciliana contemporánea. La joven edad de la autora, así como la controversia que rodeó al libro, contribuyó a que la novela se transforme en un superventas en Italia para luego ser traducida a varios idiomas en el resto de Europa, en Brasil y Corea.
La película titulada, Volevo i pantaloni, basada en la novela se estrenó en 1990.
En 1991 escribe Intorno una Laura, una novela que combina la estructura de la novela tradicional con la de una obra de teatro, mostrando que era capaz de experimentar en nuevos temas.
En 1992 y 1992 escribió Fedra se ne va y Una ragazza normale respectivamente, pero ninguno de ellos llegó al enorme éxito de su primer libro.
En 1995, quizás en un esfuerzo por renovar su éxito como escritora,  publicó la secuela a su primera novela: Volevo i pantaloni 2.
Para ese entonces, había cambiado de editor, dejando a Mondadori para comenzar a trabajar con Rizzoli. Con este editor publicó Detesto il blando (1997), una novela soñadora centrada en la sexualidad patológica, y Finestre accese (2000), su última novela hasta el momento, donde las vidas de las dos protagonistas principales son seguidas a través de la escritura de sus diarios íntimos durante años y donde Cardella menciona por primera vez el tema de mafia.
Cardella vive actualmente en Genzano, una ciudad cercana a Roma.

## Temas
A través de los años Cardella ha experimentado varios estilos y soluciones narrativas, desde la novela tradicional (Volevo i pantaloni, Una ragazza normale) a la combinación entre la novela y el teatro (Intorno una Laura), de atmósferas soñadoras de Detesto il blandos a los diarios (Finestre accese). Sin embargo, en toda su obra, como tema principal o con un tema subyacente, aborda recurrentemente el chovinismo, la violación, el atraso y los aspectos negativos de la sociedad tradicional siciliana. En Una ragazza normale y Detesto il blando los temas de sexualidad y muerte están descritos en un modo fascinantemente patológico. Un sentido general de pesimismo y fatalismo está impregnado en muchos de sus escrituras.